# Жан-П'єр Ало
Жан-П'єр Ало (14 листопада 1925, Ла-Сьйота —14 квітня 2020, Париж) — французький художник-сюрреаліст, гравер і скульптор Паризької школи, офіційний художник французького ВМФ (1975), нагороджений орденом Почесного легіону (1988).

## Біографічні дані
Народився 14 листопада 1925 року в Ла-Сьйоті.
У 1943 році вступив до Паризької школи витончених мистецтв, де навчався протягом шести років. З 1949 року його роботи виставляють на художніх виставках на різних майданчиках — від Морського музею до Музею сучасного мистецтва.
У 1951 році відбулася перша персональна виставка робіт художника (за півстоліття творчої діяльності він організував їх понад 30). Неодноразово отримував Гран-прі та медалі (перша золота медаль — у 1951 році) на французьких та міжнародних виставках.
У 1975 році став офіційним живописцем ВМФ Франції. У 1988 році художник був удостоєний ордена Почесного легіону.
Помер 14 квітня 2020 року в Парижі.

### Родина
Спадковий художник, представляє сьоме покоління відомої династії, що існує з початку XVIII сторіччя.
Син Франсуа Ало — художника-живописця та Марі-Луїз де Ланнуа. Його прапрадядько — Жан Ало, відомий як Римлянин (1786—1864), художник-живописець, а також дядько — Гюстав Ало (1887—1965), художник-живописець. Ало був одружений з Жизель Морпурго. Мав двох дітей від попереднього шлюбу Жизель: Софі та Жан-Крістоф.

## Творчі роботи
За оцінкою Великої ілюстрованої енциклопедії сюрреалізму, «таємничі й загадкові жіночі образи на його полотнах, вписані в ретельно продумане фантастичне середовище, є вираженням метафізичних пошуків художника». У центрі його уваги постійно перебувають ключові теми сюрреалізму: життя, смерть, любов, час.
На жаль, іноді для художнього втілення цих тем митець часто вдається до заїжджених образів і штампів. Його картини буквально перенасичені: пісочним годинником, шаховими дошками, музичними інструментами, а також різноманітними модифікаціями земної кулі (то у вигляді м'яча, то у вигляді знака інь-янь), що «створює враження скоромовки, тоді як головна думка так і не вирізняється». Винятком є психоделічні морські пейзажі, у яких стихія води постає у художника як уособлення жіночого начала, «подекуди лякаючого своєю глибиною та прихованою силою».